# Kunst im öffentlichen Raum in Neuenrade
Kunst im öffentlichen Raum in Neuenrade umfasst öffentlich zugängliche Plastiken, Skulpturen, Brunnen, Wandmalereien, Mosaike und Graffiti im Gebiet der sauerländischen Stadt Neuenrade. Die nachstehende Liste von Kunstwerken im öffentlichen Raum ist nicht vollständig. Sie wird kontinuierlich ergänzt.

## Liste
| Bild              | Titel/Bezeichnung                          | Standort                                           | Künstler                        | Entstehung | Anmerkungen |
| ----------------- | ------------------------------------------ | -------------------------------------------------- | ------------------------------- | ---------- | --- |
| weitere Bilder    | Stadtbrunnen                               | Bürgermeister-Schmerbeck-Platz Lage                | K. T. Neumann                   | 1990       | Den Brunnen krönt eine Statue von Graf Engelbert III. von der Mark, der 1355 Neuenrade die Stadtrechte verlieh. Auf acht Tafeln sind Ereignisse der Neuenrader Stadtgeschichte dargestellt.                                                 |
| weitere Bilder    | Neuenrader Hitte                           | Platz der Generationen Lage                        |                                 | 1998       | Bronzeskulptur zur Erinnerung an die im Volksmund „Hitte“ genannte Ziege, die über Jahrhunderte das Haustier vieler Neuenrader Familien war.                                                                                                |
| Skulptur Am Wall  | Ohne Titel                                 | Am Wall Lage                                       | Erich Reusch                    | 2007       | Auf einer Sockelplatte stehende Cortenstahl-Platte. |
| weitere Bilder    | Stadtmodell                                | Hinterm Wall Lage                                  | Egbert Broerken                 |            | Bronzemodell, das die Stadt Neuenrade um das Jahr 1600 zeigt. Der Sockel wurde aus Steinen der Stadtmauer von 1355 erstellt. |
| weitere Bilder    | Oma Hertha                                 | Zweite Straße 25 Lage                              | Irmhild Hartstein               | 2012       | Die lebensgroße Skulptur verkörpert eine alte Frau, die auf den Bürgerbus wartet. |
| weitere Bilder    | Der Reisende (Herr Schröder-Schmallenkamp) | Platz der Generationen Lage                        | Annette Kögel                   | 2012       | Die lebensgroße Betonskulptur befand sich früher am Neuenrader Bahnhof. |
| Sonnenwächter     | „Gassenwächter“                            | Zentrum und Altstadt, (unter anderem Am Wall Lage) | Irmhild Hartstein (Initiatorin) | 2017       | Jugend-Kunstprojekt „Gassenwächter“ (geplant neun Holzstelen) der KIKU Kinderkunstschule Kunstwerkstatt Neuenrade. Durch die Gassenwächter sollen die Menschen dafür sensibilisiert werden, dass ihr öffentlicher Lebensraum sauber bleibt. |
| Kriegerdenkmal    | Kriegerdenkmal                             | Küntrop, Küntroper Straße                          |                                 |            | Mosaik |
| Kreuzigungsgruppe | Kreuzigungsgruppe                          | Küntrop, Küntroper Straße Lage                     | Wilhelm Schlüter                |            | Kreuzigungsgruppe aus Sandstein an der Fassade der Katholischen Kirche St. Georg. |